# 베네치아 비엔날레

베네치아 비엔날레의 로고

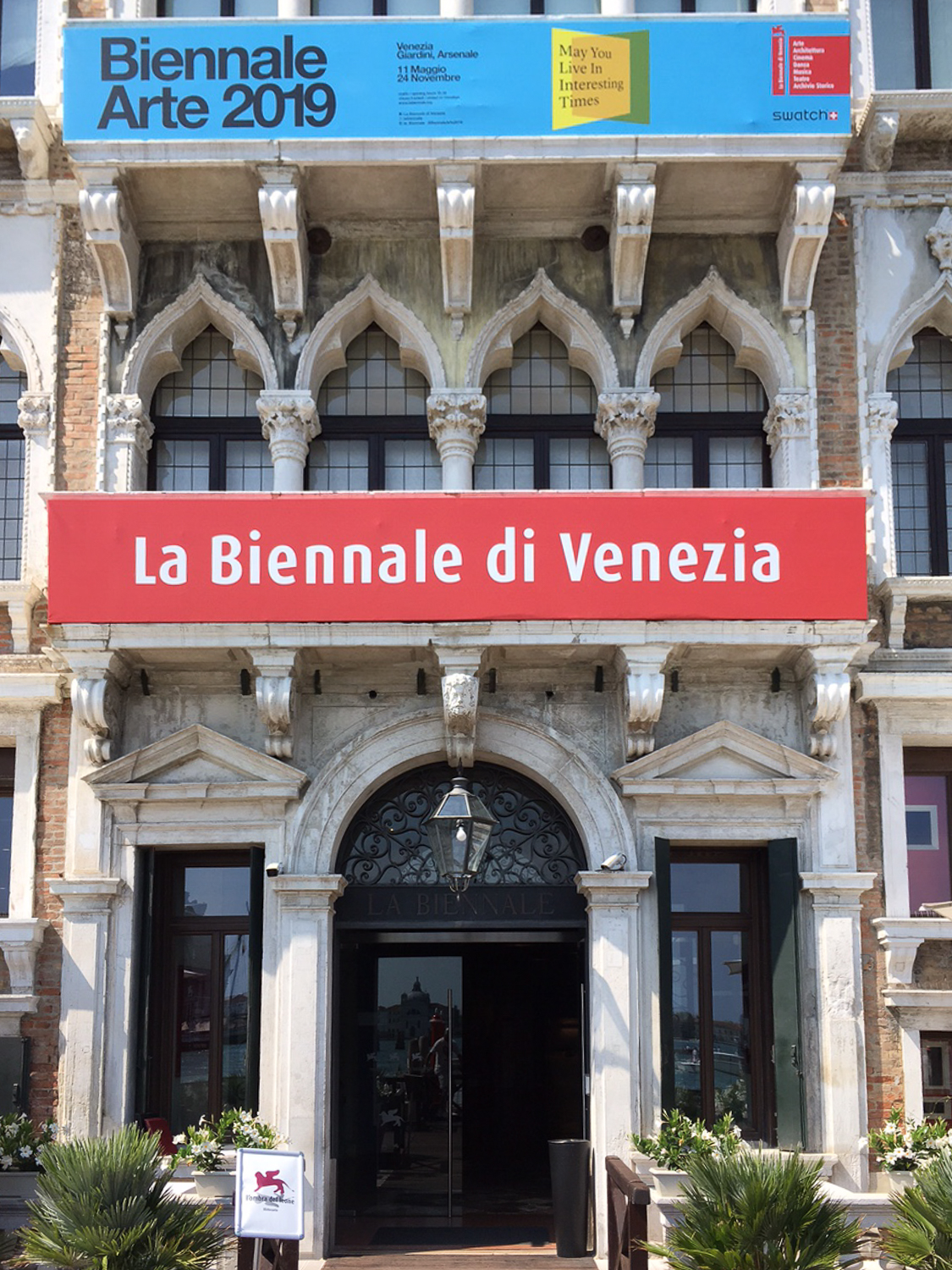
2019년 베네치아 비엔날레

베네치아 비엔날레(이탈리아어: La Biennale di Venezia, 영어: Venice Biennale)는 이탈리아 베네치아에서 열리는 국제 미술전으로, 현대미술 축제이다. 1895년 4월 30일에 처음 시작되었으며, 홀수 해 6월 초에서 11월 말까지 본 전시 아르세날레(Arsenale)와 국가관 별 전시 자르니디(Giardini)를 중심으로 열린다.